# Stora Vensjön
Stora Vensjön är en sjö i Bollnäs kommun i Hälsingland och ingår i Ljusnans huvudavrinningsområde. Sjön har en area på 0,223 kvadratkilometer och ligger 139,9 meter över havet. Sjön avvattnas av vattendraget Växboån.

## Delavrinningsområde
Stora Vensjön ingår i det delavrinningsområde (681317-153906) som SMHI kallar för Utloppet av Stora Vensjön. Medelhöjden är 166 meter över havet och ytan är 6,08 kvadratkilometer. Räknas de 3 avrinningsområdena uppströms in blir den ackumulerade arean 31,35 kvadratkilometer. Växboån som avvattnar avrinningsområdet har biflödesordning 2, vilket innebär att vattnet flödar genom totalt 2 vattendrag innan det når havet efter 65 kilometer. Avrinningsområdet består mestadels av skog (75 procent). Avrinningsområdet har 0,27 kvadratkilometer vattenytor vilket ger det en sjöprocent på 4,5 procent.